# Putnički brod
Putnički brod je vrsta trgovačkog broda kojemu je osnovna namjena prijevoz putnika. Kategorija ne uključuje teretne brodove koji raspolažu s ograničenim kapacitetom ukrcaja putnika, kao teretnjake sa smještajem za dvanaest putnika, nekada opće prisutne na morima, gdje je prijevoz putnika bio sporedan u odnosu na prijevoz tereta. Do nedavno, svi prekooceanski brodovi osim prijevoza putnika, obavljali su i transport pošte, pakiranog tereta i drugih tovara zajedno s prtljagom putnika, te su bili opremljeni brodskim skladištima, dizalicama i samaricama, ili drugom opremom za utovar-iskrcaj tereta. Tek u najnovijim prekooceanskim brodovima i doslovno u svim brodovima za krstarenje mogućnost prijevoza tereta je ukinuta. Iako su putnički brodovi dio trgovačke mornarice, često su u slučaju rata, u flotama ratnih mornarica, bili korišteni kao brodovi za trupe. 

## Osnovni tipovi putničkog broda
Prema namjeni i konstrukciji postoji nekoliko osnovnih tipova putničkih brodova.

### Prekooceanski brod
Prekooceanski brod (također Transatlantik), namijenjen je prijevozu putnika između udaljenih kontinenata. Prekooceanski brodovi obavljali su međukontinentalni putnički promet većinu 19. i 20. stoljeća. Od 1960-ih nagli razvoj zračnog prometa označava kraj najintenzivnijeg oceanskog putničkog prometa, te je tada većina transatlantika povučena ili preusmjerena u krstarenja. Putovanja velikim oceanskim brodovima ipak su sačuvala manji segment tržišta za putnike koji let avionom smatraju neudobnim ili stresnim ili prekooceansku plovidbu doživljavaju kao turističku atrakciju. Jedini takav brod trenutno u službi je Queen Mary 2 izgrađen 2003. Transatlantik karakteriziraju izuzetno kvalitetne plovne sposobnosti, velika brzina (oko 30 čvorova) i u skladu time vrlo snažni pogonski strojevi (i preko 200 000 ks). Izgledom su vrlo duguljastog i vitkog trupa, oštrog pramca, visokog nadvođa, krme s nižim nadgrađem ili bez njega, pravilnih i aerodinamičnih linija. Putnicima u jednoj ili dvije klase nude se tradicionalni luksuz u velikim javnim prostorima (salonima) i umjerena ponuda razonode na brodu.

### Brod za krstarenje
Brod za krstarenje (također Cruiser), je brod namijenjen kružnim turističkim putovanjima, najčešće u tropskim ili zatvorenim morima ili uz obalne krajeve kulturno-povijesno ili prirodno atraktivnih zemalja. Iako se prvi brodovi namijenjeni isključivo za krstarenja grade već 1970-ih, fascinantan razvoj cruisera počinje polovinom 1990-ih kada je nakon 50 godina izgrađen prvi veći brod od transtlantika Queen Elizabeth, cruiser Carnival Destiny. Od tada se grade sve veći brodovi tog tipa. Cruiseri su isplativiji uz što veći broj ukrcanih putnika te ih u skladu s time karakteriziraju vrlo veliko nadgrađe, ponekad pravokutnih oblika, često šire od širine broda na vodenoj liniji. Veliki broj paluba, širok i krupan trup, zaobljen pramac, često pravokutna krma s visokim nadgrađem, brzina oko 20-22 čvorova, strojevi, ovisno o veličini broda, snage od 60 000 do 150 000 ks, nešto slabije plovne sposobnosti u odnosu na transatlantike. Putnicima uvijek u samo jednoj klasi nudi se veliki izbor najrazličitijih razonoda i atrakcija na brodu, te unutrašnje uređenje inovativnih stilova. 

### Trajekt
Trajekt je zajednički naziv za sve brodove namijenjene prevozu ljudi ili vozila preko neke vodene prepreke, od manjih rijeka i tjesnaca do većih unutarnjih mora. U skladu s time, dizajn trajekata, uvjetovan mjestom plovidbe za koje je izgrađen, znatno varira, od manjih i vrlo jednostavnih obalnih, do velikih trajekata za otvoreno more, koji svojim dimenzijama i dizajnom podsjećaju na brodove za krstarenje. Prema duljini rute trajekti se dijele na lokalne, koji prometuju preko rijeka, u lukama, preko tjesnaca, itd, za srednje udaljenosti, koji prometuju između luka udaljenih ispod 100 NM, i trajekte za velike udaljenosti, koji plove na linijama iznad 100 NM. Glavna karakteristika svih trajekata je prostrana slobodna ravna paluba za prijevoz vozila, te se od RO-RO broda, plovila sličnih karakteristika, razlikuje po broju ukrcanih putnika. Prvi trajekti, koji vuku porijeklo od skela, pojavljuju se uvođenjem parnog pogona u 19. stoljeću. U početku vrlo jednostavna plovila, doživljavaju razvoj uvođenjem željezničkih trajekata u Skandinaviji 1872., te se do 1930-ih koriste isključivo za prijevoz željeznice. Nakon toga počinje gradnja trajekata za cestovna vozila, čiji razvoj do današnjih izvanredno velikih jedinica, uglavnom prati razvoj cestovnog prometa.

### Obalni brod
Među putničke brodove ubrajaju se i obalni brodovi, što je naziv za čitav niz manjih vrsta brodova kojima je zajednička karakteristika plovidba i prevoz putnika u obalnim krajevima, manjim zatvorenim morima, kraj većih lučkih gradova ili izletnički brodovi za jednodnevna putovanja. Obalni brodovi obavljaju obalnu plovidbu koja u užem smislu, premda može obuhvaćati i međunarodne rute, označuje promet plovidbom između luka jednog političko-carinskog područja. Dijele se na putničke brodove velike obalne plovidbe (velike kabotaže) od 2000 do 10 000 brt, i male obalne plovidbe (male kabotaže) do 2000 brt. Nekad tradicionalnih dizajna, željeznog ili drvenog trupa s parnim ili motornim pogonom, u novije doba obalne brodove karakterizira vrlo raznolik dizajn, materijali i pogoni, uključujući katamarane, hidroglisere, stakloplastiku za izradu trupa, i mlazni pogon. 

## Povijest
Povijesni razvoj putničkih brodova vezan je za razvoj trgovačkih brodova. U početku, jedina podjela bila je na ratne i trgovačke brodove, te pravih putničkih brodova nije bilo. S porastom imigracije u Sjevernu Ameriku u prvoj polovici 19. stoljeća, Amerikanci grade manje brze jedrenjake za prijevoz putnika, pošte i manjih količina roba (Packet ship). Pojavom željeznih parnih brodova, putnički brodovi doživljavaju prvi značajniji razvoj. Za prelazno razdoblje bitan je Great Eastern,  izgrađen 1857., za svoje vrijeme pravi gorostas, s 207 m dužine i kapaciteta 4000 putnika, daleko iznad tadašnjih potreba. Daljni zamah donosi otvaranje Sueskog kanala 1870., te s putničkih brodova ubrzo nestaju jedra. Na prelazu iz 19. u 20. stoljeće, posebno izgradnjom njemačkog transatlantika Kaiser Wilhelm der Grosse, i britanskih turbinskih brodova Lusitania i Mauretania putnički brodovi počinju poprimati oblike koji ih uglavnom karakteriziraju i danas. Fascinatan razvoj nadgrađa bio je uvjetovan potrebnim prostorom za sve veće kapacitete ukrcaja putnika i raznim novitetima sa svrhom povećanja udobnosti, kao saloni, barovi, kino-dvorane, čitaonice, bazeni, sportska igrališta, plesne dvorane i prodavaonice. Od početka 20. stoljeća, do kraja 1950-ih, zlatno je doba putničkih brodova, te se tada grade izvanredno velike i raskošne jedinice, koje u nekim karakteristikama nisu nadmašene ni danas, kao prekooceanski brodovi kompanije Cunard, Queen Mary i Queen Elizabeth, ili francuski transatlantik Normandie. Početkom 20, stoljeća, glavni izvor prihoda za brodarske kompanije koje su obavljale prekooceanski promet bili su iseljenici, uglavnom iz Europe u Sjevernu Ameriku. Ograničavanjem broja mogućih useljenika u Sjedinjenje Države 1920-ih, pomorske kompanije preorijentirale su se na turizam, te iseljeničku III. klasu na svojim brodovima preuredile u turističku.
U drugom svjetskom ratu mnogi prekooceanski brodovi koristili su se za prijevoz vojske, kao najveći Cunardovi transatlantici koji su ukrcavali i do 15 000 vojnika. Od poslijeratnih brodova posebno se ističu United States, koji se smatra najbržim prekooceanskim brodom ikada izgrađenim, France, i posljednji transatlantik iz zlatnog doba, Queen Elizabeth 2. Već krajem 1950-ih, te posebno 1960-ih, sve snažniji razvoj zračnog putničkog prometa dovodi do postepenog opadanja broja putnika na prekooceanskim brodovima, što uvođenjem sve bržih i udobnijih zrakoplova, posebno Boeinga 747, defintivno označava kraj masovnog pomorskog putničkog prometa. Do kraja 1970-ih, skoro svi veliki transatlantici povučeni su iz prometa ili preusmjereni u krstarenja. Već početkom istog desetljeća grade se brodovi namijenjeni isključivo krstarenjima, ali njihove dimenzije i tonaža bili su znatno skromniji u odnosu na transatlantike iz 1930-ih i 1940-ih. Polovinom 1990-ih, sa znatnim uzletom u industriji kružnih putovanja, započinje izgradnja sve većih brodova, do najnovijih divovskih cruisera Oasis of the Seas i Allure of the Seas.

## Pogon
Prvi samostalni pogon putničkih brodova bio je parni pogon. Škot William Symington, 1801. konstruirao je eksperimentalni parobrod Charlotte Dundas, kojim je dokazana praktičnost korištenja parnog stroja kao brodskog pogona. 1807., Amerikanac Robert Fulton izgradio je riječni putnički brod Clermont, nakon kojeg ubrzo slijedi primjena parnog stapnog stroja na brodovima. Prvi brodski strojevi služili su za pogon kotača, dok se od 1840. sve više primjenjuju propeleri. Početkom 20. stoljeća, izum parne turbine omogućio je instaliranje brodskih strojeva izvanredno velike snage, što je znatno povećalo brzinu i dimenzije kasnijih brodova. 1930-ih, kod većine parobroda, ugljen je kao gorivo zamijenjen naftom, što je zahtijevalo modifikacije na brodskim kotlovima. 1927., izgrađen je Augustus, prvi brod s pogonom na dizel motore. Parne turbine bile su do najnovijih vremena instalirane na većini prekooceanskih brodova, s rijetkim iznimkama kao turbo-električni strojevi na brodovima Normandie i Canberra. Brodovi za krstarenje u većini slučajeva motorni su brodovi, premda se taj naziv primjenjuje za vrlo različite pogonske sustave, od tradicionalnih dizel motora koji preko osovina pokreću propelere, do dizel-električnih kombinacija kod najnovijih cruisera gdje se dizel motori koriste kao generatori električne energije za pokretanje elektro-motora u pogonskim gondolama. Također, kao generatori koriste se i hibridni pogoni, kao kombinacija plinskih turbina i dizel motora (CODAG) primijenjen na transatlantiku Queen Mary 2. Trajekti u velikoj većini slučajeva imaju dizelske motore, rjeđe dizel električni pogon, dok se pogon parnom turbinom primjenjuje samo na vrlo brzim brodovima na dugim prugama. Obalni brodovi najčešće se koriste dizelskim motorima, dok se kod novijih jednica susreće i mlazni pogon.

### Popis najvećih putničkih brodova kroz povijest
| Godina | Ime                              | Bruto tonaža | Kompanija                                                  |
| ------ | -------------------------------- | ------------ | ---------------------------------------------------------- |
| 1819.  | SS Savannah                      | 320          | Savannah Steamship Company                                 |
| 1831.  | SS Royal William                 | 540          | St. John & Halifax Steam Navigation Company                |
| 1838.  | SS Great Western                 | 1340         | Great Western Steamship Company                            |
| 1839.  | SS British Queen                 | 1862         | British & American Steam Navigation Company                |
| 1840.  | SS President                     | 2366         | British & American Steam Navigation Company                |
| 1845.  | SS Great Britain                 | 3270         | Great Western Steamship Company                            |
| 1853.  | SS Himalaya                      | 3438         | P & O Steam Navigation Company Ltd.                        |
| 1853.  | SS Atrato                        | 3466         | Royal Mail Line Ltd.                                       |
| 1857.  | SS Adreatic                      | 4145         | New York & Liverpool United States Mail S.S. Co. (Collins) |
| 1860.  | SS Great Eastern                 | 18 915       | Eastern Steam Navigation Company                           |
| 1867.  | RMS Great Republic               | 4352         | Pacific Mail Steamship Company Inc.                        |
| 1871.  | RMS Egypt                        | 4670         | National Line Ltd.                                         |
| 1873.  | RMS City of Chester              | 4770         | Inman Line Ltd.                                            |
| 1874.  | RMS Britannic                    | 5008         | White Star Line Ltd.                                       |
| 1875.  | SS City of Berlin                | 5526         | Inman Line Ltd.                                            |
| 1881.  | SS Servia                        | 7391         | Cunard Line                                                |
| 1881.  | SS City of Rome                  | 8415         | Inman Line                                                 |
| 1888.  | SS City of New York              | 10 499       | Inman Line                                                 |
| 1893.  | RMS Campania                     | 12 950       | Cunard Line                                                |
| 1893.  | RMS Lucania                      | 12 952       | Cunard Line                                                |
| 1897.  | SS Pennsylvania                  | 13 023       | Hapag                                                      |
| 1897.  | Kaiser Wilhelm der Große         | 14 349       | Norddeutscher Lloyd                                        |
| 1899.  | RMS Oceanic                      | 17 274       | White Star Line Ltd.                                       |
| 1901.  | RMS Celtic                       | 21 035       | White Star Line Ltd.                                       |
| 1905.  | SS Amerika                       | 22 225       | Hapag                                                      |
| 1905.  | RMS Baltic                       | 23 876       | White Star Line Ltd.                                       |
| 1906.  | Kaiserin Auguste Victoria        | 24 581       | Hapag                                                      |
| 1907.  | RMS Lusitania                    | 31 550       | Cunard Line Ltd.                                           |
| 1907.  | RMS Mauretania                   | 31 938       | Cunard Line Ltd.                                           |
| 1911.  | RMS Olympic                      | 45 234       | White Star Line Ltd.                                       |
| 1912.  | RMS Titanic                      | 46 329       | White Star Line Ltd.                                       |
| 1913.  | Imperator                        | 52 117       | Hapag                                                      |
| 1914.  | Vaterland                        | 54 282       | Hapag                                                      |
| 1922.  | RMS Majestic (ex Bismarck)       | 56 551       | White Star Line Ltd.                                       |
| 1923.  | Leviathan (ex Vaterland)         | 59 956       | United States Lines Inc.                                   |
| 1935.  | Normandie                        | 79 280       | Compagnie Générale Transatlantique S.A.                    |
| 1936.  | RMS Queen Mary                   | 80 774       | Cunard-White Star Ltd.                                     |
| 1936.  | Normandie (nakon rekonstrukcije) | 83 423       | Compagnie Générale Transatlantique S.A.                    |
| 1940.  | RMS Queen Elizabeth              | 83 673       | Cunard-White Star Ltd.                                     |
| 1996.  | MS Carnival Destiny              | 101 509      | Carnival Cruise Line Inc.                                  |
| 1997.  | MS Grand Princess                | 108 865      | P & O Princess Cruises Ltd.                                |
| 1999.  | MS Voyager of the Seas           | 137 276      | Royal Caribbean International                              |
| 2000.  | MS Explorer of the Seas          | 137 308      | Royal Caribbean International                              |
| 2004.  | RMS Queen Mary 2                 | 148 528      | Cunard Line Ltd.                                           |
| 2006.  | MS Freedom of the Seas           | 154 407      | Royal Caribbean International                              |
| 2007.  | MS Liberty of the Seas           | 154 407      | Royal Caribbean International                              |
| 2008.  | MS Independence of the Seas      | 154 407      | Royal Caribbean International                              |
| 2009.  | MS Oasis of the Seas             | 225 282      | Royal Caribbean International                              |
| 2010.  | MS Allure of the Seas            | 225 282      | Royal Caribbean International                              |

*  Great Eastern iz 1867. nije u veličini nadmašen sve do 1901., ali je prenamijenjen u brod za polaganje kabela nakon samo nekoliko putovanja.

## Vanjske poveznice
- thegreatoceanliners.com/
- shipparade.com/   Arhivirana inačica izvorne stranice od 19. prosinca 2012. (Wayback Machine)
- Putnički brod Hrvatska tehnička enciklopedija, portal hrvatske tehničke baštine. LZMK